# 玉木宏樹
玉木 宏樹（たまき ひろき、1943年〈昭和18年〉3月13日 - 2012年〈平成24年〉1月8日）は、兵庫県神戸市出身の作曲家、指揮者、ヴァイオリン演奏家。別名、多摩 零。

## 人物・来歴
兵庫県神戸市に生まれ、6歳まで山の上の禅寺、その後は兵庫県武庫郡鳴尾村（現・西宮市）、小3から高校までは神戸市兵庫区石井町三丁目に住んだ。神戸市立平野小学校、神戸市立湊中学校（現・神戸市立湊翔楠中学校）卒業。中学時代は阪急今津線で甲東園のバイオリンの古武滋野のもとへ通っていた。
1965年、東京芸術大学音楽学部器楽科卒業。在学中から東京交響楽団に所属して演奏家としての活動を開始。また、大学の先輩である山本直純に作曲と指揮を学んだ。
卒業後、楽団「アルキカルテット」を主宰。革新的な演奏で注目を浴びたが、同時に批判的な意見も少なくなかった。この頃から山本直純の事務所に所属して映像作品の音楽を手伝うようになる。当時は山本の名義で玉木が作曲や編曲に携わることもあった。『男はつらいよ』主題歌は山本一人の名義だが、実際は山本が作った曲に玉木がイントロ、伴奏を付けたという。
元来は純正律を採り入れた作曲方法を用いていたが、この頃から「商業としての音楽」も意識するようになり、1968年に『アニマル1』で初めて本人の名前が表に出るようになった。晩年も著書やCDを通じて純正律の普及に努めていた。
「しゃべるヴァイオリン」（ヴァイオリンの音色が人語を発しているかのように聞こえる奏法）などの冗談音楽でも知られる。
2012年1月8日、肝不全のため、東京都目黒区の病院にて死去。68歳没。
本人の死後も玉木の関係者によってTwitterの更新は続けられている。

## クラシック音楽作品

### 管弦楽
- ピアノとオーケストラのための「コンチェルティーノ」

### 室内楽・器楽（ピアノ曲除く）
- ヴァイオリンとピアノのための三つの恋唄
- ジャワリ
- 迷宮（三味線のための）

### ピアノ
- ピアノのための練習用組曲「山ノ手線」
- バリカン星人のあいさつ
- お花ばたけ
- なくした5円玉の踊り
- ヤンバルクイナのワルツ
- ピアノとふえのハイキング
- 三つのカレー
- 猫のゆりかご
- おんがく玉手箱

### 合唱
- レモン色の霧よ（第44回NHK全国学校音楽コンクール中学校の部課題曲）
- 亜麻色の風の中へ（第54回NHK全国学校音楽コンクール小学校の部課題曲）
- 女声合唱組曲「大阪ことばあそびうた」

### 編曲
すべて、音楽之友社から出版されている。
- 名曲で弦楽四重奏
- デュオで楽しむヴァイオリン 日本のメロディー
- デュオで楽しむヴァイオリン 世界のメロディー
- デュオで楽しむヴァイオリン 2つのヴァイオリンのためのモーツァルト名曲集
- デュオで楽しむヴァイオリン名曲集 1
- デュオで楽しむヴァイオリン名曲集 2
- デュオで楽しむヴァイオリン小曲集
- デュオ・ヴァイオリンとピアノのための組曲「くるみ割り人形」

## 音楽担当作品

### テレビ
- アニマル1（1968年）
- 怪奇大作戦（1968年）※劇伴音楽のみ
  - 音楽監督は山本直純。主題歌は作曲・編曲共に山本の名義になっているが、「編曲は玉木が担当した可能性がある」とされ[8]、玉木は「主題歌の絡みは（中略）僕もアレンジを手伝ったんじゃなかったかな」と語っている[5]。
- 大江戸捜査網（1970年）
- ライオン奥様劇場・罪人形（1970年）
- プロフェッショナル（1970年）
- ライオン奥様劇場・ガラスの階段（1972年）
- 走れ!ケー100（1973年）※劇伴音楽のみ
- まんが 花の係長（1976年）
- NHK朝の連続テレビ小説『おていちゃん』（1978年）
- まんが日本昔ばなし（1983年）※エンディング「トッピンからげて逃げられて」の作詞・作曲・編曲
- 義父のいる風景（2000年）
- NHK教育テレビ『大きくなる子』

### 映画
- 非行少年 若者の砦（1970年）
- 新宿アウトロー ぶっ飛ばせ（1970年）
- 反逆のメロディー（1970年）
- 女子学園 ヤバい卒業
- 野良猫ロック 暴走集団71（1971年）
- 関東幹部会（1971年）
- 影狩り ほえろ大砲（1972年）
- 濡れた荒野を走れ（1973年）※多摩零名義での参加
- 大人のオモチャ ダッチワイフレポート（1975年）
- 仁義と抗争（1977年）
- 天使を誘惑（1979年）
- 隠密同心・大江戸捜査網（1979年）
- 女帝（1983年）

### レコード
- 「雨のバラード」（1971年　編曲担当、歌：湯原昌幸）
- 「トレビノ・ソング」（1973年　作曲・編曲担当、歌：子門真人）
- 「トレビノ小唄」（1973年　作曲・編曲担当、歌：三橋美智也）
- 「只今 少々 疲れ気味」（1973年　作曲・編曲担当、歌：藤川浩一・槇みちる・ムーン・ドロップス）

## CD
- 「タイム・パラドックス」コロムビア（玉木宏樹&S・M・T）
- 「雲井時鳥国」Sony Music（東京フィルハーモニー交響楽団と玉木を含めたシンセサイザー奏者5人の共演）
- 「存在の詩」 コロムビア
- 「朝・昼・夜」の音楽、「作曲家の香り」シリーズ、「旅の音楽」シリーズ
- 「ゆかいなコンサート」コロムビア
- 「古城の詩」（玉木弦楽四重奏団）クラウン
- 「琥珀色のサティ」「音楽のグルメシリーズ」CBS・ソニー
- 「ユーミン・コンチェルト」構成編曲。英国録音　東芝EMI
- 「音楽浴」5枚シリーズ、コロムビア
- 「肌にやさしいクラシック」6枚シリーズ、コロムビア
- 「純正律によるストレス解消」CD、Sony Records
- 「玉木宏樹の大冗談音楽会」CD、コロムビア
- 「天台宗声明幻想＜AMINADAB＞」、コロムビア
- 「光の国へ」（純正律、ミネラル・ミュージック）シリーズ、アルキ
- 「響きの苑へ」（純正律、ミネラル・ミュージック）シリーズ、アルキ
- 「聖夜」（純正律による讃美歌集）アルキ
- 「母と娘とヴァイオリン」コロムビア、編曲、音楽監督
- 「光」「響」「時」純正律シリーズ、キングレコード
- 「m i l k」(水野母娘ヴァイオリン・デュオ)アットマーク、プライエイド・レコーズ
- 「For the Marriage Blue〜最高にハッピーな結婚式を迎えるために」キングレコード
- 「春へのあこがれ」ミーントーンハープとヴァイオリンによる純正律でモーツァルトを　アルキ
- 「童謡・唱歌の旅」北辰堂出版（旅のガイドブックに付属するCD担当）

### サウンドトラック
- 怪奇大作戦ミュージックファイル
- 大江戸捜査網オリジナル・サウンド・トラック
- 大江戸捜査網「隠密同心」
  - 1979年発売のLPレコード。「オーダーメイドファクトリー」で2015年4月14日までに予約が規定数に達し次第、初CD化される予定である[9]。

## 著書
- 猛毒!クラシック入門 ― 誰にも言えなかった内緒の話（文化創作出版、1993年、ISBN 4893870645）
- 音の後進国日本 ― 純正律のすすめ（文化創作出版、1998年、ISBN 4893871587）
- 純正律は世界を救う ― 身体によい音楽・悪い音楽（文化創作出版、2002年、ISBN 4893871994）
- 革命的音階練習（レッスンの友社、2006年、ISBN 978-4-947740-78-6）
- 音楽革命論 ― クラシックの壁をぶち壊せ!（出版芸術社、2007年、ISBN 978-4882933175）
- クラシック埋蔵金 ― 発掘指南書（出版芸術社、2008年、ISBN 978-4882933625）
- 贋作・盗作音楽夜話（北辰堂出版、2010年、ISBN 978-4904086773）